# Cesta Česka
Cesta Česka je spolek věnující se podpoře a oživení českých tradic, zřizování poutních stezek, propagaci putování a organizaci mimoškolních aktivit pro děti a mládež, především letních táborů. Spolek byl založen 3. července 2014 a sídlí v Praze.

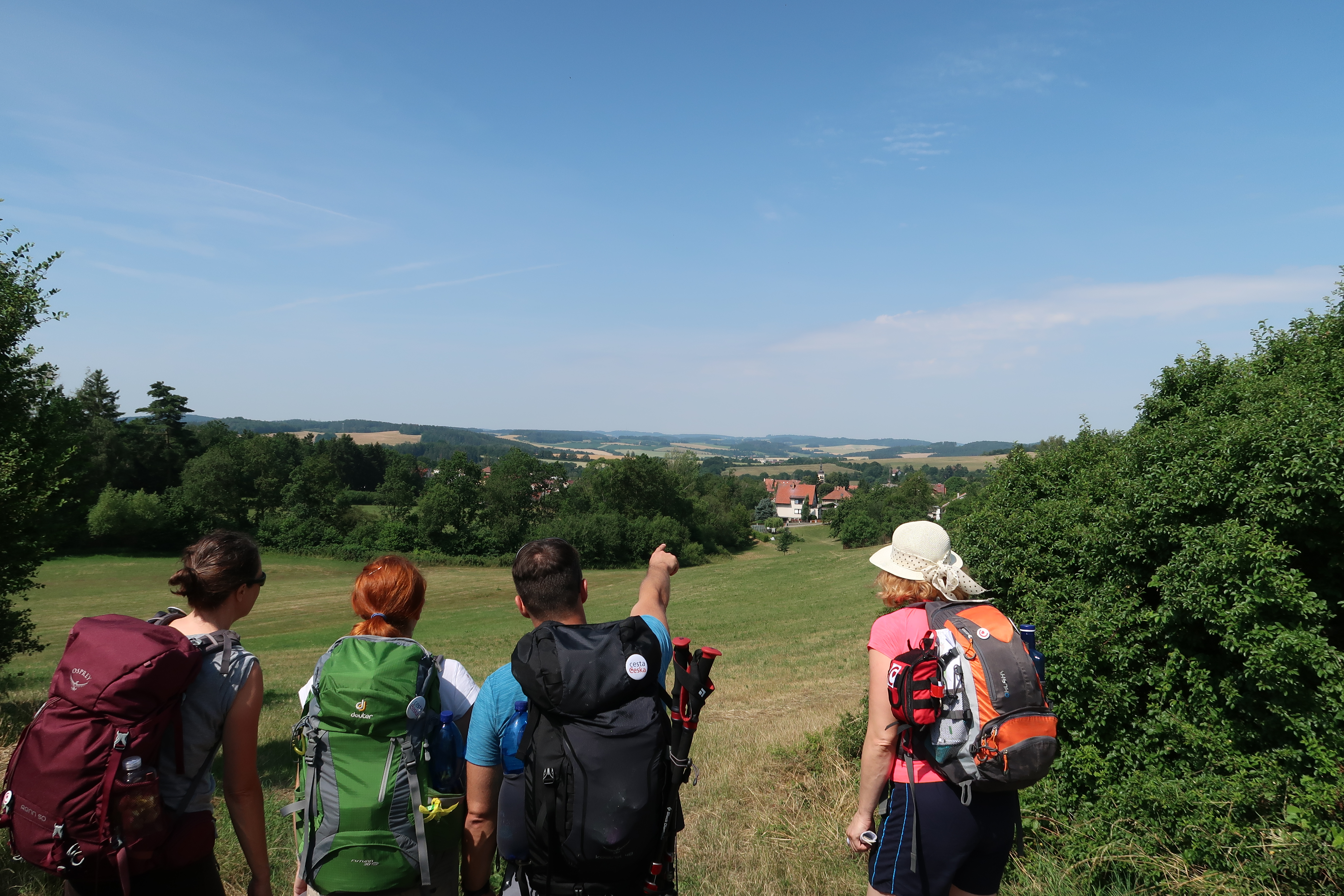
Poutní Cesta Blaník–Říp

Spolek ve spolupráci s Klubem českých turistů vytvořil a obhospodařuje dvě novodobé poutní cesty – Poutní cestu Blaník–Říp a Poutní cestu Říp–Blaník, pořádá letní dětské tábory Rytíř a Dáma a organizuje jednodenní kulturně-společenskou akci Pouť Českého Anděla.
První spolkovou akcí byla Pouť Českého Anděla, která se konala 23. května 2015 ve Ctiněvsi pod Řípem. Od té doby se konalo již 7 ročníků této akce. Od roku 2016 začal spolek pořádat letní dětské tábory. V roce 2018 začala intenzivní spolupráce s Klubem českých turistů, která vedla na podzim 2019 k otevření první poutní cesty svého druhu – Poutní cesty Blaník–Říp. Na podzim roku 2022 byla otevřena druhá Poutní cesta Říp–Blaník.
Motto spolku „Poznej českou zemi a sám sebe“ má vyjadřovat záměr nejen poutních cest, ale i ostatních aktivit spolku, které se zaměřují na sebepoznání a osobní rozvoj.